# Cyanocompsa parellina
Cyanocompsa parellina е вид птица от семейство Cardinalidae.

## Разпространение
Видът е разпространен в Белиз, Салвадор, Гватемала, Хондурас, Мексико и Никарагуа.